# Franz Friedrich Graeber

Franz Friedrich Graeber

Franz Friedrich Graeber (* 12. April 1784 in Wertherbruch, Rheinland; † 13. August 1857 in Duisburg) war ein evangelischer Theologe und als Generalsuperintendent geistlicher Leiter der Kirchenprovinz Westfalen der preußischen evangelischen Kirche in Münster.

## Leben
Als Sohn des Pfarrers Wilhelm Graeber und Euphemia Beyer geboren besuchte Franz Friedrich Graeber das Gymnasium in Duisburg und machte dort im Jahre 1802 das Abitur. Anschließend nahm er an der Universität Duisburg das Theologiestudium auf, das er an der Universität Halle fortsetzte.
Im Jahre 1808 übernahm er seine erste Pfarrstelle in Düssel (Wülfrath) und wechselte 1816 nach Baerl (Rheinland). Im Jahre 1820 übernahm er in Barmen-Gemarke eine Pfarrstelle und wurde dort 1823 zum Superintendenten des Kirchenkreises Elberfeld ernannt.
1828 wurde Graeber außerdem Präses der Provinzialsynode Jülich-Kleve-Berg und 1838 außerdem Präses der rheinischen Provinzialsynode.
Im Jahre 1846 schließlich erhielt Graeber – in Nachfolge von Wilhelm Ross – die Berufung zum Generalsuperintendenten der Kirchenprovinz Westfalen der Evangelischen Landeskirche in Preußen und wurde damit deren geistlicher Leiter. Am 30. September 1856 trat Graber in den Ruhestand und übergab das Amt des Generalsuperintendenten an Julius Wiesmann.
Franz Friedrich Graeber war seit dem 10. August 1808 verheiratet mit Henriette Krafft († 1855), einer Tochter des reformierten Predigers Elias Christoph Krafft. Ihre vier Söhne waren ebenfalls Theologen. Sein Enkel Friedrich Graeber war ein bekannter Architekt. 

## Ehrung
Die Theologische Fakultät der Universität Bonn verlieh Franz Friedrich Graeber am 25. Juni 1830 die Ehrendoktorwürde.

## Werke
- Das verlorne Paradies : Predigten über die Geschichte des Sündenfalls ; nach 1. Buch Mosis 3 . - Elberfeld : Hassel, 1830. Digitalisierte Ausgabe der Universitäts- und Landesbibliothek Düsseldorf
- Die Passion des Herrn, o. J.